# سرو کاتدرال
سرو کاتدرال (به اسپانیایی: Cerro Catedral) یک کوه در آرژانتین است که در استان ریو نگرو، آرژانتین واقع شده‌است.